# بوئینگ مدل ۹۵
بوئینگ مدل ۹۵ (به انگلیسی: Boeing Model 95) یک هواپیمای ساختِ بوئینگ در کشور ایالات متحده آمریکا است. این هواپیما در ۲۹ دسامبر ۱۹۲۸ میلادی نخستین پرواز خود را انجام داد.